# スカルノ・ハッタ国際空港
スカルノ・ハッタ国際空港（スカルノ・ハッタこくさいくうこう、インドネシア語: Bandar Udara Internasional Soekarno-Hatta、英: Soekarno–Hatta International Airport）は、インドネシアの首都のジャカルタ郊外のバンテン州タンゲランにある国際空港である。空港コードはCGK/WIII。

## 概要

空港レイアウト

1980年代、ジャカルタにはハリム・ペルダナクスマ国際空港と国内線専用空港であったクマヨラン空港が存在した。しかし、経済成長が進むにつれて増加する航空需要に対応できず、新たな大型空港の建設が望まれ、1985年3月1日、ジャカルタ中心部から約20km西の1800haの空港用地にスカルノ・ハッタ国際空港が開港した。なお、クマヨラン空港は同年3月末をもって閉港し、現在は住宅地やゴルフ場になっている。ターミナル2は1991年に、ターミナル3（サテライト）は2009年に、ターミナル3アルティメットは、2016年に供用を開始した。
名称は、同国の「独立宣言書」に署名した初代大統領スカルノと同副大統領モハマッド・ハッタの名からとられた。命名者は9月30日事件をきっかけにスカルノから権力を奪った第2代大統領のスハルトである。IATAコードのCGKは近くの西ジャカルタ市チェンカレン（インドネシア語: Cengkareng）地区から採られており、インドネシア人はチェンカレン空港とも呼ぶ。もっとも、空港が位置するのは、チェンカレン地区に隣接するバンテン州タンゲラン市である。その他、アルファベット表記を省略してSoettaと呼ばれることもある。
2013年には利用者数が6,000万人を突破し、世界で10番目に旅客数の多い空港となった。これは南半球で最も大きい数値でもある。また、IATAの調査によると、シンガポール便は、2013年には340万人が利用し、世界で3番目に利用者数の多い国際線路線となった。
空港の運営は、インドネシア運輸省が運営する空港運営企業のPT Angkasa Pura IIが行っている。ガルーダ・インドネシア航空のほか、ライオン・エアやシティリンクなど、インドネシアの各航空会社の拠点空港となっている。

### 拡張計画

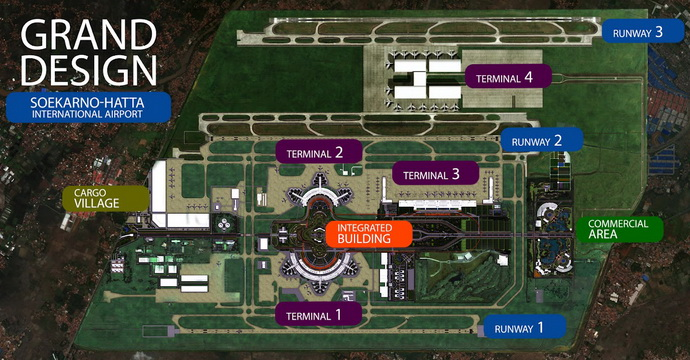
将来計画図

建設当初、年間利用客は2,000万人として設計されていたが、前述の通り、2013年の利用客は6,000万人に達している。旅客数の増加による空港のキャパシティオーバーにともない、既存ターミナルの改修および新ターミナルの建設、さらにこれらをつなぐ移動手段の構築が推進されている。このプロジェクトは2011年に採択され、総事業費1500億円と推定されている。

## 施設・設備

### 滑走路
現在、オープン・パラレルで第1滑走路・07R/25L (南側、長さ3,660m・幅60m) と第2滑走路・07L/25R (北側、長さ3,600m・幅60m) の2本の滑走路がある。両滑走路両端にILSが設置されている。2016年までに、第2滑走路の北に第3の滑走路の建設が開始されることが予定されており、土地整備や滑走路設置に4兆ルピア（約370億円）投入される見通し。

### ターミナルビル
敷地中央南部に位置するターミナル1と、それに対峙して中央北部に建設されたターミナル2、北東部に建設されたターミナル3、そして南東部に位置する貨物ターミナルから構成される。なお、各旅客ターミナルビルに入るにはセキュリティ・チェックを受ける必要があり、厳重な所持品検査を求められる。
ターミナル1, 2の設計は、シャルル・ド・ゴール空港の設計で知られる建築家のポール・アンドリュー (Paul Andreu) が担当。ジャワ島の伝統的な建築様式が取り入れられた特徴的なデザインを呈し、1995年にはアーガー・ハーン建築賞を受賞している。
各旅客ターミナルは1キロメートル程度離れている。2017年9月、ターミナル2とターミナル3を結ぶ無料の輸送システム「スカイトレイン」が開業し、現在は全てのターミナル間を結んでいる。そのほか、無料のシャトルバスでも結ばれている。

#### ターミナル 1
1985年完成。床面積142,730m2。半円形をしたターミナルビルで、3つの独立したユニット（ターミナル1A、1B、1C）を有する。各ユニットは、7つのゲートを有している (A1-A7、B1-B7、C1-C7)。
開港当初は国際線・国内線の両方を扱っていたが、すぐにキャパシティオーバーに陥った。国内線専用ターミナルとして利用されている。

#### ターミナル 2

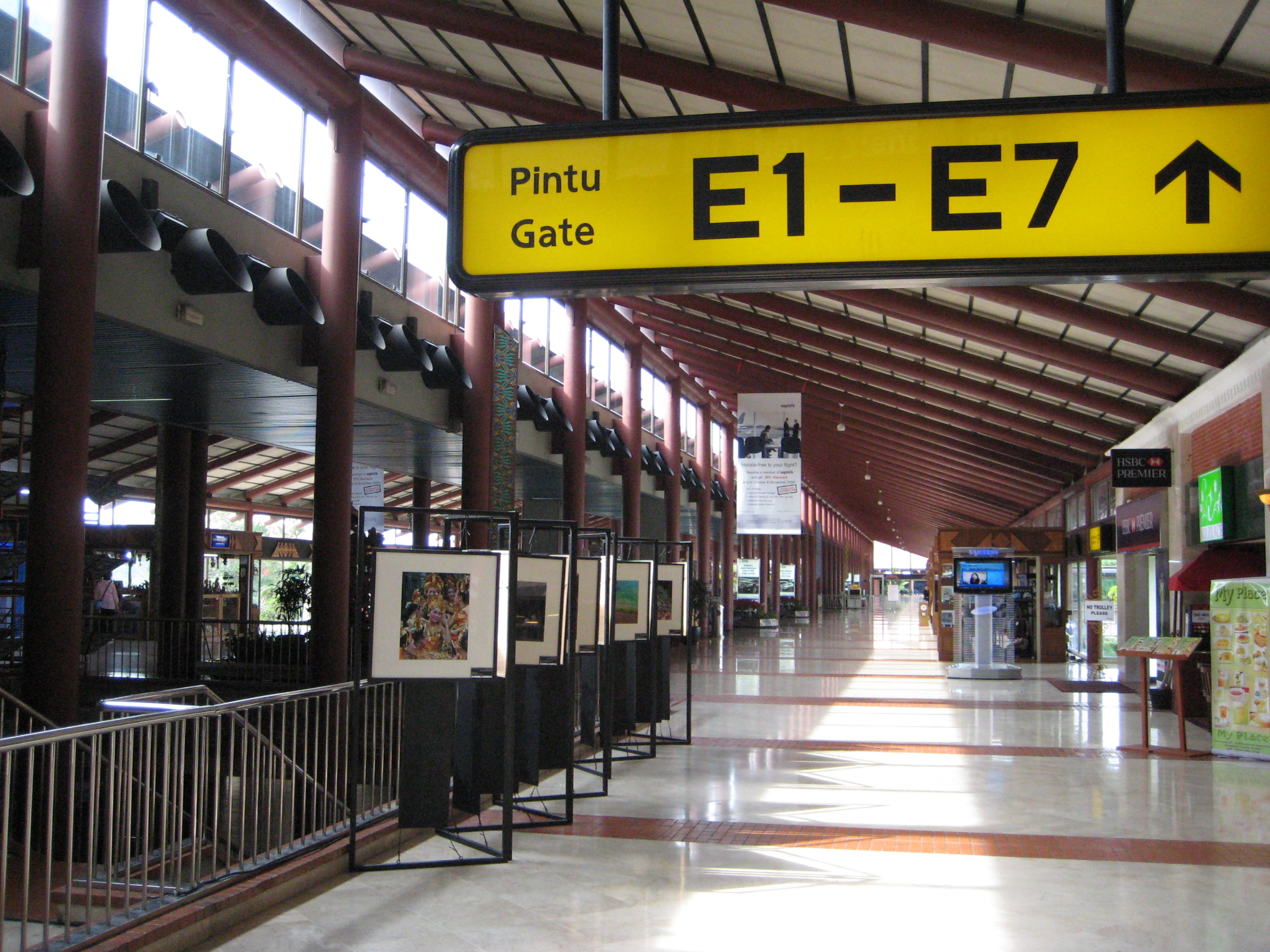
各ゲートへ向かう通路（ターミナル2）

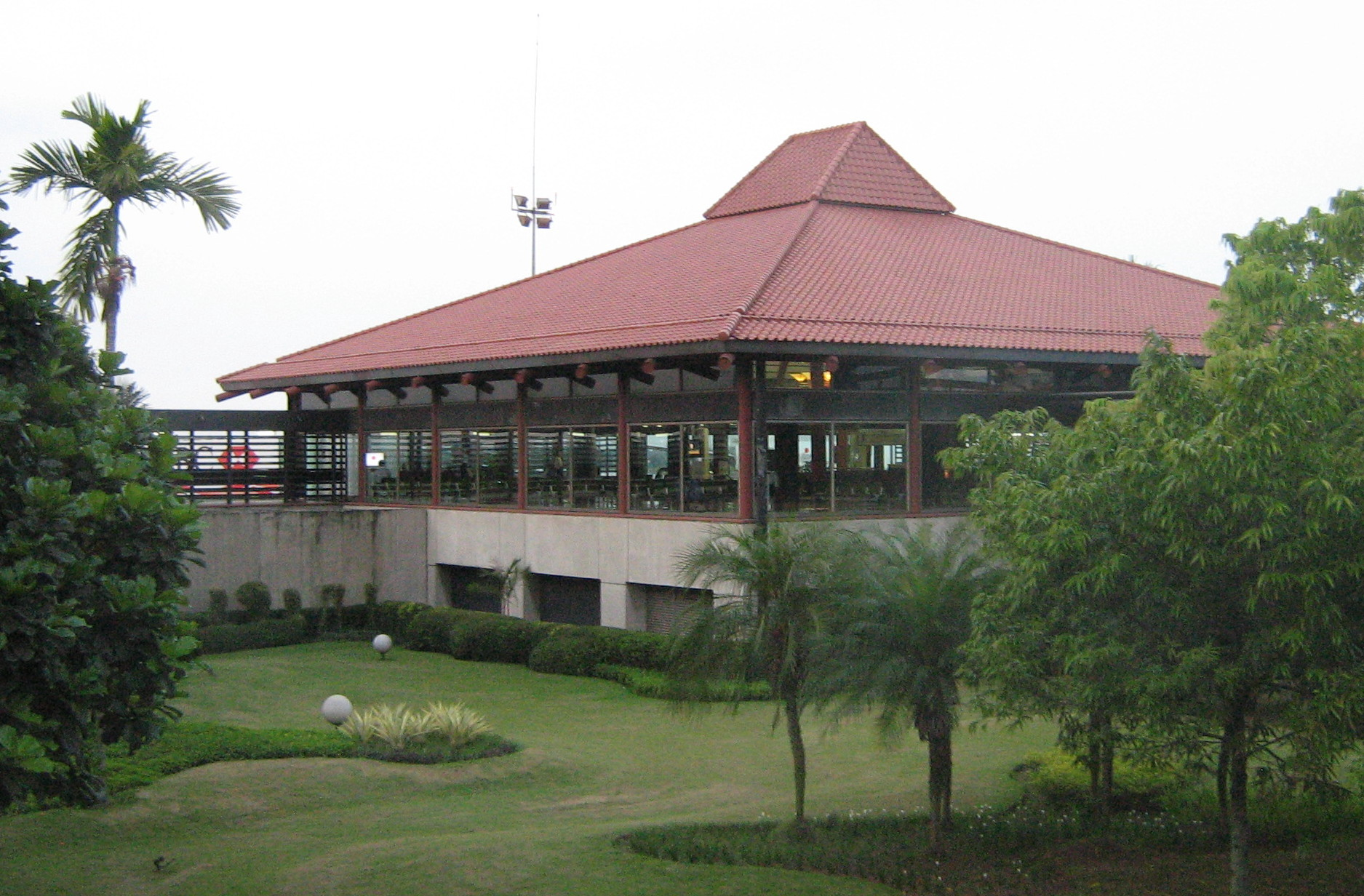
ゲートラウンジ（ターミナル2）

1991年完成。床面積135,459m2。基本的なデザインは第1ターミナルと同様であるが、第1ターミナルより若干半径の小さな半円形となっている。こちらも3つのユニット（ターミナル2D、2E、2F）を有し、各ユニットは、7つのゲートを有している (D1-D7、E1-E7、F1-F7)。ただし、第1ターミナルとは異なり、各ユニットは連結されて1つのビルとなっているため、ユニット間の移動がスムーズに行えるようになっている。また、出発階と到着階を分けた2層式ターミナルが採用されており、乗客、見送り客、出迎え客が明確に分離される形となっている。
ターミナル2Fは格安航空会社の国際線が利用している。

#### ターミナル 3

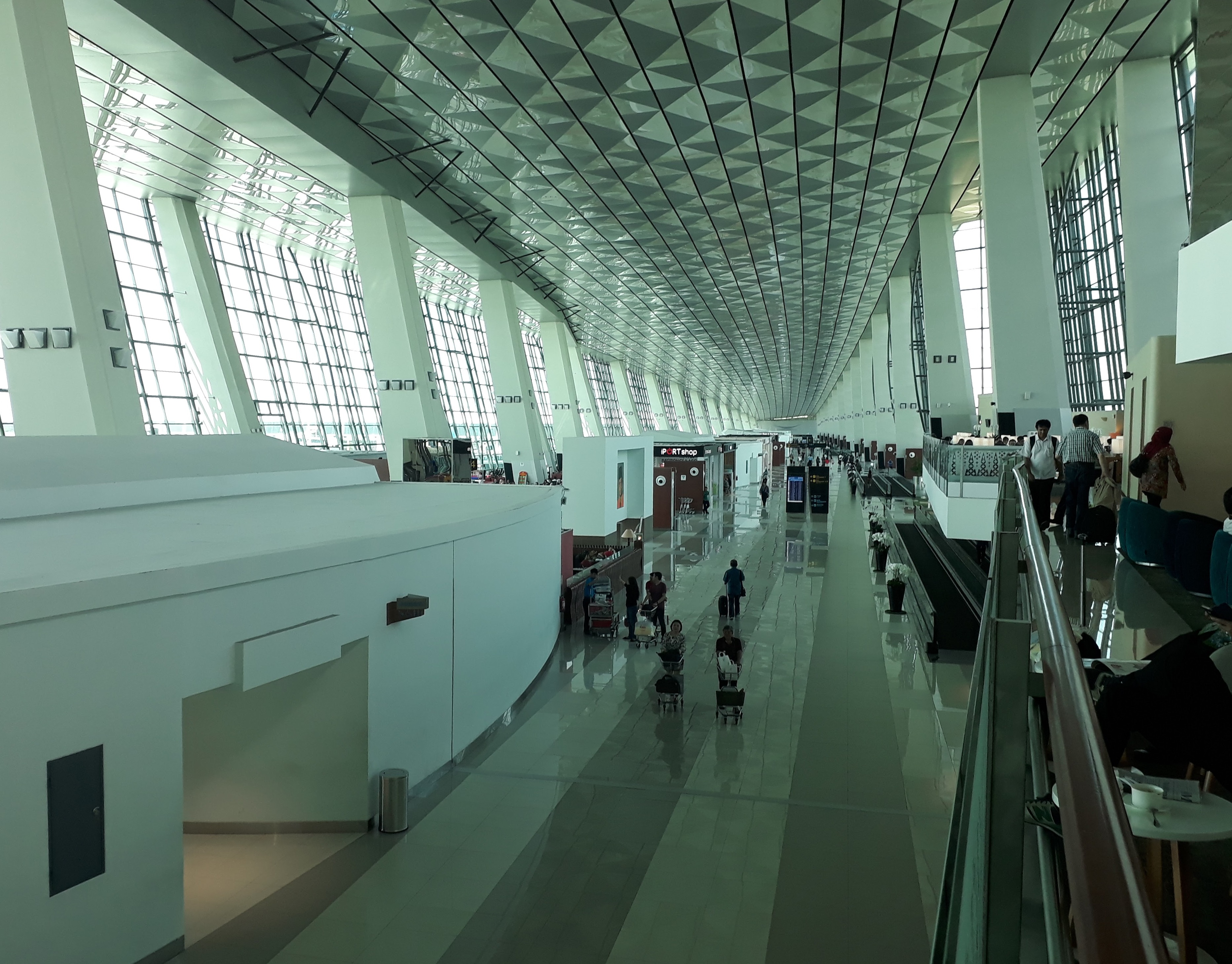
ターミナル3 内部

オランダのアムステルダム・スキポール空港公団によって設計された。第1、第2ターミナルとは異なり近代的なデザインとなっている。
2009年、サテライト部分が先行開業。床面積28,958m2。LCC専用ターミナルとして、インドネシア・エアアジアなどが利用していた。ターミナル3アルティメットの開業に伴い、一時閉鎖されて改修工事が行われ、サテライトの一部分となった。
ターミナル3 アルティメット（Terminal 3 Ultimate, T3U) は、2016年8月9日に部分開業した。ガルーダ・インドネシア航空のすべての国際線が、2017年5月1日に移転した。スカイチームに加盟している大韓航空、チャイナエアライン、ベトナム航空などもターミナル2から移転している。
2018年、全面開業され、サテライト部分も拡張された。そのため、ターミナル内では移動用電動カートが頻繁に往復している。
ターミナル 3では案内看板に中国語、日本語の表記もある。

#### 貨物ターミナル
国内線用の貨物ターミナル、輸入用カーゴのための国際線貨物ターミナル、輸出用カーゴのための国際線貨物ターミナルから構成される。開港以来、増改築を繰り返しており、老朽化も進んでいる。最新の事業計画では、貨物ターミナルは第2ターミナルの西側に移転する予定となっている。

### その他の施設
- 第2ターミナル内にジャカルタ・エアポート・ホテルがあるほか、空港付近にもホテルがある。
- 敷地内にはゴルフ場がある。

## 就航航空会社と就航都市

### ターミナル 1
| 航空会社                 | 就航地                                                                           | ターミナル |
| ------------------------ | -------------------------------------------------------------------------------- | ---------- |
| インドネシア・エアアジア | バンダールランプン、バリ島、コモド島、シボロン・ボロン                           | 1A         |
| NAMエア                  | バタム島、バリ島、ジャンビ、パンカルピナン、パンカランブン、タンジュン・パンダン | 1A         |
| スリウィジャヤ航空       | マカッサル、パンカルピナン、ポンティアナック、タンジュン・パンダン               | 1A         |
| スーパー・エア・ジェット | 国内線                                                                           | 1A         |

ターミナル1B、1Cは改装工事のため閉鎖中

### ターミナル 2
| 航空会社                     | 就航地                                              | ターミナル |
| ---------------------------- | --------------------------------------------------- | ---------- |
| バティック・エア             | 国内線                                              | 2D         |
| ライオン・エア               | 国内線                                              | 2E         |
| バティック・エア             | コタキナバル、クアラルンプール、シンガポール        | 2F         |
| インドネシア・エアアジア     | バンコク/ドンムアン、クアラルンプール、シンガポール | 2F         |
| エアアジア                   | ジョホールバル、クアラルンプール                    | 2F         |
| バティック・エア・マレーシア | クアラルンプール                                    | 2F         |
| セブ・パシフィック航空       | マニラ                                              | 2F         |
| IndiGo                       |                                                     | 2F         |
| ジェットスター・アジア       |                                                     | 2F         |
| フィリピン・エアアジア       | マニラ                                              | 2E         |
| スクート                     |                                                     | 2F         |
| タイ・エアアジア             |                                                     | 2F         |
| タイ・ライオン・エア         | バンコク/ドンムアン                                 | 2F         |
| ベトジェットエア             |                                                     | 2F         |

### ターミナル 3
| 航空会社                   | 就航地 | ターミナル |
| -------------------------- | --- | ---------- |
| ガルーダ・インドネシア航空 | 国内線 : バンダ・アチェ、メダン、プカンバル、ジャンビ、パダン、パンカルピナン、パレンバン、バタム、バンダールランプン、スマラン、スラカルタ（ソロ）、ジョグジャカルタ、マラン、スラバヤ、ポンティアナック、バリクパパン、パランカラヤ、バンジャルマシン、タラカン、デンパサール、ロンボク、クパン、マナド、ゴロンタロ、パル、マカッサル、ケンダリ、テルナテ、アンボン、ビアク、ジャヤプラ、ティミカ 東アジア： 東京/羽田、大阪/関西、ソウル/仁川、北京/首都、上海/浦東、広州、香港 東南アジア： バンコク/スワンナプーム、クアラルンプール、シンガポール 南アジア・中東：ムンバイ、ジェッタ、マディーナ、ドーハ オセアニア： シドニー、メルボルン、パース ヨーロッパ： ロンドン/ヒースロー、アムステルダム | 3          |
| シティリンク               | 国内線、国際線 | 3          |
| ペリタ・エア               | 国内線 | 3          |
| トランスヌサ               | 国内線、国際線 | 3          |
| 中国国際航空               | 北京/首都 | 3          |
| 全日本空輸                 | 東京/羽田、東京/成田 | 3          |
| アシアナ航空               | ソウル/仁川 | 3          |
| キャセイパシフィック航空   | 香港 | 3          |
| チャイナエアライン         | 台北/桃園、香港 | 3          |
| スターラックス航空         | 台北/桃園 | 3          |
| 中国東方航空               | 上海/浦東 | 3          |
| 中国南方航空               | 広州、深圳 | 3          |
| エミレーツ航空             | | 3          |
| エチオピア航空             | | 3          |
| エティハド航空             | アブダビ | 3          |
| エバー航空                 | 台北/桃園 | 3          |
| 日本航空                   | 東京/成田 | 3          |
| KLMオランダ航空            | アムステルダム、クアラルンプール | 3          |
| 大韓航空                   | ソウル/仁川 | 3          |
| マレーシア航空             | クアラルンプール | 3          |
| オマーン・エア             | マスカット | 3          |
| フィリピン航空             | マニラ | 3          |
| カンタス航空               | シドニー | 3          |
| カタール航空               | ドーハ | 3          |
| ロイヤル・ブルネイ航空     | バンダルスリブガワン | 3          |
| サウディア                 | リヤド、ジェッタ、マディーナ | 3          |
| 山東航空                   | | 3          |
| 四川航空                   | | 3          |
| シンガポール航空           | シンガポール | 3          |
| スリランカ航空             | コロンボ | 3          |
| タイ国際航空               | バンコク/スワンナプーム | 3          |
| ターキッシュエアラインズ   | | 3          |
| ウズベキスタン航空         | | 3          |
| ベトナム航空               | ホーチミンシティ | 3          |
| 厦門航空                   | 福州、廈門 | 3          |

### 貨物ターミナル
| 航空会社                     | 就航地                                                                                 |
| ---------------------------- | -------------------------------------------------------------------------------------- |
| Cardig Air                   | バリクパパン、バンコク、ハノイ、パダン、プカンバル、メダン、ソウル/仁川、シンガポール  |
| Republic Express Airlines    | バリクパパン、クアラルンプール、マカッサル、シンガポール、スラバヤ、スラカルタ（ソロ） |
| Tri-MG Intra Asia Airlines   | バタム、クアラルンプール、シンガポール                                                 |
| カンタス・フレート           | シドニー                                                                               |
| エールフランスKLMカーゴ      | パリ                                                                                   |
| ルフトハンザ・カーゴ         | フランクフルト                                                                         |
| キャセイパシフィック・カーゴ | 香港、ホーチミンシティ                                                                 |
| 香港航空カーゴ               | 香港                                                                                   |
| ANAカーゴ                    | 東京/成田                                                                              |
| 大韓航空カーゴ               | ソウル/仁川、ホーチミンシティ、ペナン                                                  |
| マレーシア航空カーゴ         | クアラルンプール                                                                       |
| トランスマイル               | クアラルンプール                                                                       |
| シンガポール航空カーゴ       | シンガポール                                                                           |
| タイ国際航空カーゴ           | バンコク                                                                               |
| チャイナエアラインカーゴ     | 台北/桃園、シンガポール                                                                |
| エバー航空カーゴ             | 台北/桃園、シンガポール                                                                |
| エティハドカーゴ             | アブダビ                                                                               |
| フェデックス・エクスプレス   | 広州、ホーチミンシティ、シンガポール、スービック                                       |

## 利用状況
近年の経済成長に伴い、空港利用者数や航空機発着回数は急増している。2012年には利用者数において世界第9位、東南アジア第1位、南半球第1位となった。
| 年   | 旅客数     | 貨物取扱量(t) | 航空機発着回数 |
| ---- | ---------- | ------------- | -------------- |
| 2001 | 11,818,047 | 281,765       | 123,540        |
| 2002 | 14,830,994 | 306,252       | 144,765        |
| 2003 | 19,702,902 | 310,131       | 186,695        |
| 2004 | 26,083,267 | 322,582       | 233,501        |
| 2005 | 27,947,482 | 336,113       | 241,846        |
| 2006 | 30,863,806 | 384,050       | 250,303        |
| 2007 | 32,458,946 | 473,593       | 248,482        |
| 2008 | 32,172,114 | 465,799       | 248,482        |
| 2009 | 37,143,719 | 538,314       | 287,868        |
| 2010 | 44,355,995 | 633,391       | 338,711        |
| 2011 | 52,446,616 | 699,257       | 367,894        |
| 2012 | 57,730,732 |               | 381,120        |
| 2013 | 60,137,347 |               | 398,985        |
| 2014 | 57,005,406 |               | 382,287        |

## アクセス
各空港ターミナルビルとスカルノ・ハッタ国際空港駅とは、スカイトレインと呼ばれる無料の新交通システムで結ばれている。また、ターミナルビル間の無料シャトルバスも24時間運行されている。

### 鉄道
- 2017年12月26日に試験開業[24]、2018年1月に正規開業[25]。
- 空港駅からKRLジャボタベック タンゲラン線バトゥ・チェペル駅まで、7kmの支線が建設された[26][27]。
- 空港駅よりマンガライ駅までを結んでおり、途中、バトゥ・チェペル駅、デュリ駅（インドネシア語版）、BNIシティ駅（地下鉄乗り換え駅）に停車する。空港発は6:20から22:20までの30分間隔と最終23:20。BNIシティ駅まで所要時間は50分（BNIシティ駅からは46分）・運賃70,000ルピア（約550円）、マンガライ駅までは57分・運賃100,000ルピア（750円程度）[28]。
  - 以前はブカシ駅（英語版）へも1日4本運行されていた[29][30]が、ブカシ駅発着は2019年9月8日限りで廃止された。現在は全列車がマンガライ駅までの運行。
- 将来的にはジャカルタ・コタ駅方面へも運行予定[31]。

### バス
- DAMRI（インドネシア語版） Airprot Shuttles : ガンビル駅、ブロックM、カンプン・ランブータン・バスターミナル、ボゴール等に運行している[32]。
- Big Bird Airport Shuttle : 大手タクシー会社 Blue Bird Group による運行。
- 複数の会社がバンドンなどの周辺都市を結んでいる[32]
- ジャカルタ市内の主要ホテルより空港までのバスが運行されている[33]。

### タクシー
- Blue Bird、Expressなど、約10社が利用できる。
- タクシー会社別のカウンターで配車を依頼し、乗車場所も会社ごとに分かれている。
- 120,000〜180,000ルピア程度に加えて、高速道路代10,000ルピアが必要。

## 事故
当空港周辺では、過去に大きな事故が2回起きている。
- 2018年10月29日、デパティ・アミール空港行きライオンエア610便が、当空港を離陸直後に墜落した。乗員8人と乗客181人がこの便に搭乗していたが、全員死亡した。

- 2021年1月9日午後2時過ぎ、当空港を離陸したポンティアナク（ボルネオ島西部）行きスリウィジャヤ航空182便（ボーイング737-500型機、機体番号：PK-CLC）が、当空港を離陸した後、北側の海上で消息不明となった。乗客50数人程度がこの便に搭乗していた[34]。